# IC 433
IC 433 ist eine elliptische Galaxie vom Hubble-Typ E/S0 im Sternbild Hase am Südsternhimmel. Sie ist schätzungsweise 315 Millionen Lichtjahre von der Milchstraße entfernt und hat einen Durchmesser von etwa 65.000 Lichtjahren. 
Das Objekt wurde am 18. Februar 1893 von dem französischen Astronomen Stéphane Javelle entdeckt.